# Heidelberg (Provincia del Capo Occidentale)
Heidelberg è una cittadina costiera sudafricana situata nella municipalità distrettuale di Eden nella provincia del Capo Occidentale.

## Geografia fisica
Il piccolo centro abitato sorge ai piedi del Langeberg a circa 50 chilometri a est della città di Swellendam.